# Calliopum
Calliopum is een geslacht van vliegen uit de familie van de Lauxaniidae. De wetenschappelijke naam van de soort is voor het eerst geldig gepubliceerd in 1928 door Embrik Strand.

## Soorten
De volgende soorten worden bij het geslacht ingedeeld:
- C. acrostichalis Sasakawa & Kozanek, 1995
- C. aeneum (Fallén, 1820)[1][2]
- C. albomaculatum (Strobl, 1909)
- C. annulatum (Becker, 1907)[1]
- C. blaisdelli (Cresson, 1920)
- C. caucasicum Shatalkin, 1996[1]
- C. ceianui Papp, 1984[1]
- C. dolabriforme Sasakawa & Kozanek, 1995
- C. elisae (Meigen, 1826)[1][2]
- C. ellisiorum Shatalkin, 2000[1]
- C. geniculatum (Fabricius, 1805)[1][2]
- C. hispanicum (Mik, 1881)[1]
- C. indecorum (Loew, 1862)
- C. livingstoni (Coquillett, 1898)
- C. nigerrimum (Melander, 1913)
- C. oosterbroeki Shatalkin, 2000[1]
- C. pacificum (Cole, 1912)
- C. potanini Czerny, 1935
- C. quadrisetosum (Thomson, 1869)
- C. rufipes (Czerny, 1932)[1]
- C. sakhalinicum Shatalkin, 1996[1]
- C. scutellata (Curran, 1926)
- C. simillimum (Collin, 1933)[1][2][3][2]
- C. splendidum Papp, 1978[1]
- C. tripodium Carles-Tolra, 2001[1][4]
- Calliopum tuberculosa (Becker, 1895)[5]
- C. tunisicum Papp, 1981[1]